# Die Puppe
Die Puppe er en tysk stumfilm fra 1919 af Ernst Lubitsch.

## Medvirkende
- Ossi Oswalda som Ossi
- Hermann Thimig som Lancelot
- Victor Janson som Hilarius
- Jakob Tiedtke
- Gerhard Ritterband